# برابری جنسیتی

نماد برابری جنسیتی

برابریِ جنسیتی بدان معنا است که زن و مرد حقوق و وظایف یکسان دارند و همه از فرصت‌های مساوی در جامعه برخوردار هستند. همچنین مربوط به عدالت و تقسیم مسئولیت‌ها است؛ هم در جامعه و هم در خانواده. اگر جنسیت مانع از آن شود که ما بتوانیم نقاط قوت و ضعف فرد را ببینیم، این امر می‌تواند به تبعیض و فرصت‌های محدود برای فرد منجر شود.
همچنین برابری جنسیتی به باوری گفته می‌شود که هدفش عموماً حذف نابرابری‌های جنسیتی، تبعیض جنسیتی، نقش جنسیتی، مردسالاری، زن‌سالاری و جنسیت‌گرایی است. صندوق جمعیت سازمان ملل متحد برابری جنسیتی را نخستین حق انسانی خوانده‌است. برابری جنسیتی همچنین به عنوان یکی از اهداف برنامهٔ توسعهٔ هزارهٔ سازمان ملل متحد انتخاب شده‌است.

## برابریِ جنسیتی در اسکاندیناوی
بنابر آمار سازمان ملل متحد، زنان در سوئد پس از نروژ، فنلاند و ایسلند بیشترین احساس برابری را با مردان دارند. در این جدول، تمام کشورهای شمال اروپا در رده‌های بالا قرار گرفته‌اند. آمار نشان می‌دهد که ۸۰ درصد از زنان در سوئد خارج از خانه کار می‌کنند و نیمی از نمایندگان پارلمان در سوئد زن هستند.

### نقش خانواده و گسترشِ فردگرایی
لارش تره‌گورد — تاریخ‌دان برجسته سوئدی — می‌گوید که خانواده‌ها نقش زیادی در ایجاد فرهنگ برابری میان دختران و پسران دارند. او عقیده دارد که تربیت کودکان در کشورهای شمال اروپا، پایهٔ رسیدن به این هدف است. تره‌گورد اضافه می‌کند که در فرهنگ امروزی سوئد، فردگرایی حرف اوّل را می‌زند. جنبش لیبرالی و آزادی‌خواهی سوئد در دههٔ هفتاد بر فردیّت افراد تأکید داشته نه جنسیت آنها. زنان پابه‌پای مردان در این جنبش حضور داشته‌اند و در پیشرفت اقتصاد و فرهنگ جامعهٔ خود شریک بوده‌اند.

## ارتباط برابری جنسیتی با سلامت روحی و جسمی مردان
طبق گزارش سازمان جهانی بهداشت، برابری جنسیتی سلامت مردان را افزایش می‌دهد. مردان در کشورهایی با شکاف جنسیتی کمتر، نرخ مرگ‌ومیر پایین‌تری دارند و کمتر به افسردگی و بیماری‌های قلبی-عروقی مبتلا می‌شوند. آنها روابط جنسی محافظت شده‌تری دارند و رفتارهای خشن کمتری از خود بروز می‌دهند.
به عنوان مثال امید به زندگی در سال ۲۰۱۶ در مردان متولد سوئیس ۸۱٫۲ سال است، درحالی که امید به زندگی در مردان متولد ترکمنستان و روسیه کمتر از ۷۰ سال برآورد شده بود.
بالا بودن شکاف جنسیتی و ارزش شمردن «مردانگی» در جوامع سبب می‌شود مردان رفتارهایی از خود بروز دهند که سلامت آنان را با خطر مواجه می‌کند. این افراد به بهانه داشتن «قدرت بدنی بالاتر» تغذیه ناسالم‌تری دارند، رفتارهای پر خطر جنسی و خشونت بیشتری از خود بروز می‌دهند که در نهایت سلامت آنان را به خطر می‌اندازد.

## برابری جنسیتی در نظام جمهوری اسلامی ایران

### انتقاد از برابری جنسیتی و تأکید بر عدالت اسلامی جنسیتی

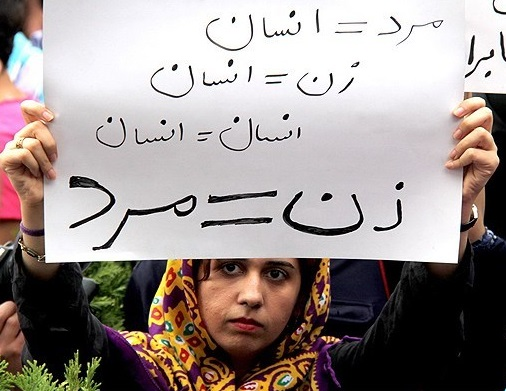

سید علی خامنه‌ای –رهبر جمهوری اسلامی ایران– روز ۲۹ اسفند ۱۳۹۵ خورشیدی و هم‌زمان با روز زن در ایران، موضوع برابری جنسیتی زنان و مردان را مفهومی «غربی» خواند و گفت که برابری باید بر اساس ظرفیت‌های «خدادادی» و پرورش آن‌ها باشد. او یک روز پیش از نوروز ۱۳۹۶، در دیدار با مداحان و روضه‌خوانان، دربارهٔ فاطمه، دختر پیامبر اسلام سخن گفت و او را به عنوان یک «رهبر حقیقی، همسر و مادر نمونه» برای زن مسلمان مثال زد. وی گفت:
فریفتگان غافل، خانه‌داری زن را تحقیر می‌کنند، درحالی‌که خانه‌داری یعنی تربیت انسان، و تولید والاترین محصول و متاع عالم وجود یعنی بشر.
رهبر جمهوری اسلامی ضمن انتقاد از ترویج مفاهیمی چون «برابری جنسیتی» اعلام کرد که «اندیشمندان غربی» نیز از دنبال کردن این موضوعات «پشیمان هستند».

## تاریخچه
کریستین د پیزان وکیل مدافع قدیمی برابری جنسیتی در کتاب ۱۴۰۵ خود به نام «کتاب شهر بانوان» به پیشرفت‌های چشمگیری که توسط بانوان در جامعه به وجود آمده اشاره کرده‌است.

### دوره پس از جنگ
از جنگ جهانی دوم، جنبش آزادی‌بخش زنان و فمینیسم قدم‌هایی به سمت پیدایش حقوق زنان برداشتند. سازمان ملل و آژانس‌های بین‌المللی دیگر قوانین دیگری تصویب کردند که گامی چشمگیر در راستای برابری جنسیتی برداشته است همه کشورها این قوانین را قبول ندارند:
- قوانین علیه تبعیض جنسیتی تحصیلی در سال ۱۹۶۰ تصویب شد در سال‌های ۱۹۶۲ و ۱۹۶۸ این قانون عملی شد.
- قانون هرگونه تبعیض جنسیتی علیه بانوان (CEDAW) در سال ۱۹۷۹ توسط مجمع عمومی سازمان ملل متحد مطرح گردید و به عنوان قطعنامه حقوق بین‌المللی تعریف شد، که در سوم سپتامبر ۱۹۸۱ عملیاتی شد.
- اظهارنامه و برنامه عملی ویانا، یک قطعنامه حقوق بشر که به توافق عمومی در سالن کنفرانس جهانی رسید، در ۲۵ ژوئن سال ۱۹۹۳ در شهر وین در اتریش اتخاذ گردید. قانون حقوق زنان، پارا 18 (para 18) نامیده شد.[۱۱]
- قانون منع خشونت علیه زنان توسط مجمع عمومی سازمان ملل متحد در سال ۱۹۹۳ اتخاذ گردید.
- در سال ۱۹۹۴ برنامه فعالیتی بیست ساله قاهره در مجمع بین‌المللی جمعیت و پیشرفت در قاهره مطرح گردید (ICPD). در این برنامهٔ عدم ممنوعیت، دولت‌ها مسئول فراهم آوردن احتیاجات برای باروری افراد خواهد بود؛ و به همین علت تنظیم خانواده یا حقوق باروری نامیده شد که این قانون باعث ارتقاء برابری جنسیتی گردیده و خشونت علیه زنان را کاهش می‌دهد.
- همچنین در سال ۱۹۹۴ در آمریکا، کنوانسیون آمریکای مرکزی برای پیشگیری، مجازات، و ریشه کن کردن خشونت علیه زنان، که به نام کنوانسیون بلم د پارا شناخته می‌شود، پایانی برای خشونت علیه زنان بود.[۱۲]
- در پایان چهارمین کنفرانس جهانی در مورد زنان، سازمان ملل متحد اظهارنامه پکن را در ۱۵ سپتامبر ۱۹۹۵ اتخاذ کرد. قطعنامه‌ای برای تصویب مجموعه‌ای از اصول مربوط به برابری جنسیتی تصویب شده‌است.
- قطعنامه ۱۳۲۵ شورای امنیت (UNSRC 1325) که در ۳۱ اکتبر ۲۰۰۰ تصویب گردید، با حقوق و حمایت از زنان و دختران در طول جنگ‌های تسلیحاتی سر و کار دارد.
- پروتکل ماپوتو حقوق جامع زنان را شامل می‌شود، که از جمله این حقوق می‌توان به حق شرکت در روندهای سیاسی، برابری اجتماعی و سیاسی با مردان، کنترل سلامت باروری و پایان دادن به ختنه جنسی زنان، اشاره کرد. این اتحادیه توسط اتحادیه آفریقا در قالب یک پروتکل برای منشور حقوق بشر و حقوق مردم آفریقا تصویب شد و در سال ۲۰۰۵ به اجرا درآمد.
- دستورالعمل اتحادیه اروپا 2002/73 / EC - رفتار برابر با اصلاح قانون شورای 76/207 / EEC در۲۳ سپتامبر ۲۰۰۲، در مورد اجرای اصل رفتار یکسان برای مردان و زنان در مورد دسترسی به شغل، آموزش و ارتقاء حرفه‌ای و شرایط کاری بیان می‌کند که: «هر گونه آزار و حتی آزار و اذیت جنسی بر اساس این دستورالعمل، تبعیض جنسیتی محسوب گردیده و بنابراین ممنوع است».[۱۳]